# Forum de Lutèce
Le forum de Lutèce, au sommet de la rive gauche, dans l’axe de l’actuelle rue Soufflot à Paris, anciennement Lutèce, était un des principaux monuments de la cité antique, au centre de la vie religieuse, civique et commerciale en Gaule romaine.

## La découverte

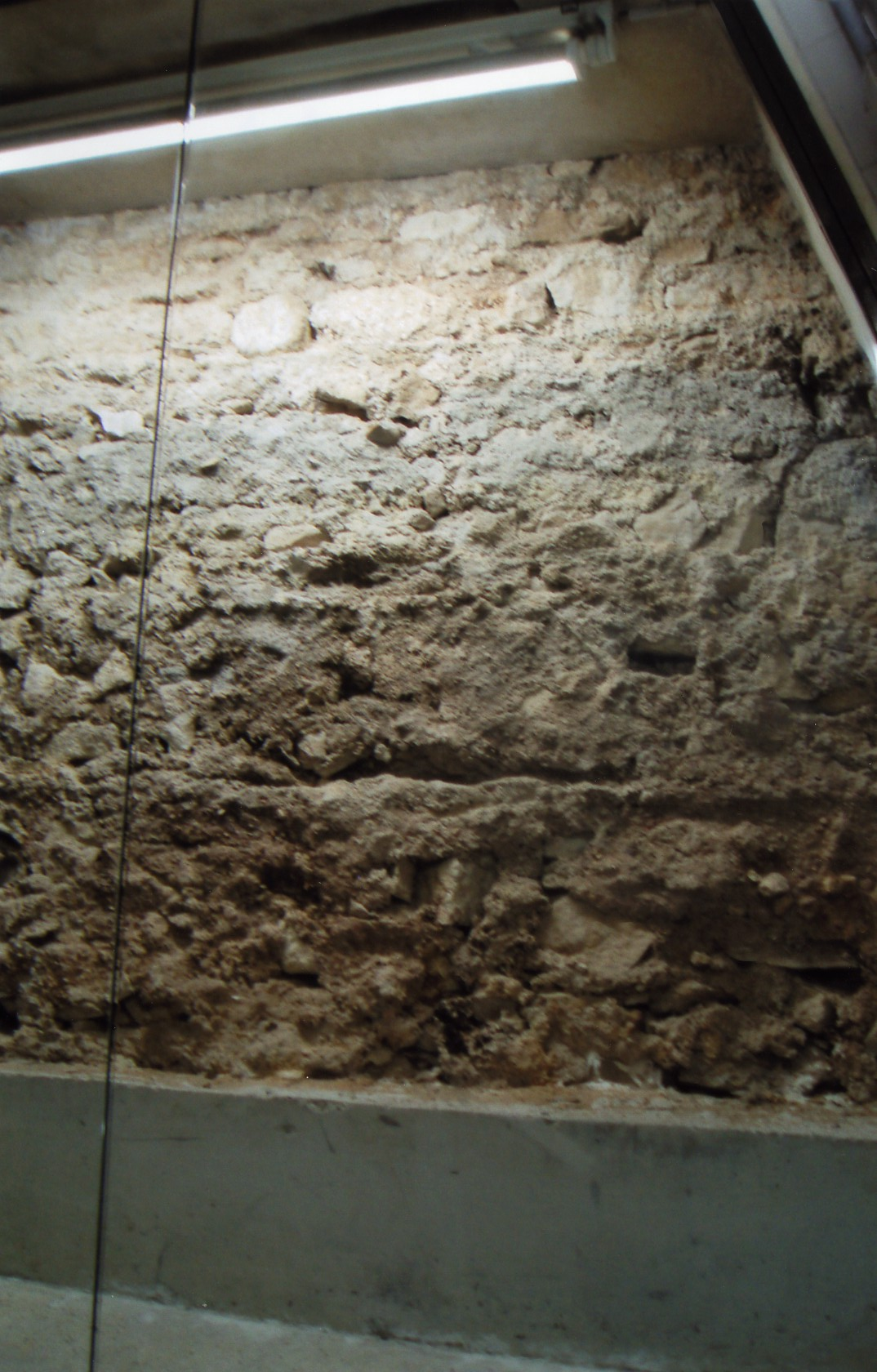
Fragment du mur : vestige dans le parking souterrain

Les pierres du forum ont été utilisées à partir du IVe siècle avec celles d'autres monuments pour construire le rempart et les bâtiments de l'île de la Cité. Ses vestiges subsistaient probablement au VIe siècle, peut-être encore au XIIIe siècle, car l'église des Jacobins établie en 1218 à la place d'un hospice antérieur aurait repris une partie des fondations du forum. Le monument disparaît au cours des siècles suivants sous les constructions et son existence n'était plus connue.
Sa redécouverte date des fouilles de Théodore Vacquer lors des travaux d’urbanisme du XIXe siècle.
Les notes et relevés manuscrits de l'archéologue ont été synthétisés par Félix-Georges de Pachtère en 1912 puis par Paul-Marie Duval en 1961.
Des découvertes lors de la construction du parking souterrain vers 1980 ont apporté des éléments complémentaires. Le tracé des fondations est bien établi mais la connaissance des éléments de surface reste lacunaire : on ignore la nature du sol. Les parties supérieures ont pu être en partie reconstituées d’après les fragments de colonnes et de portiques découverts dans l’île de la Cité qui donnent également des éléments de décoration mais on ignore si les murs étaient enduits et peints,.
Les fondations du forum ont été détruites au cours des années 1980 par la construction d'un parking souterrain sur cinq niveaux, à l'exception d'un fragment de mur. Ce fragment, protégé par une vitre, est encore visible pour les clients ayant garé leur voiture dans ce parking.

## Situation
Le forum, d’un modèle répandu dans l’Empire romain, était un rectangle 300 pieds romains, soit 88,80 mètres, sur 600 pieds (soit 177,60 mètres) ce qui correspond au module des îlots carrés de 300 pieds de côté du centre de Lutèce. Les petits côtés du forum longeaient, à l’est, l’axe principal cardo maximus ou Via superior (correspondant à la rue Saint-Jacques), à l’est le boulevard Saint-Michel sur le tracé de l’ancienne rue de la Harpe et d’une ancienne voie romaine.
Si ces deux voies sont restées depuis des axes majeurs du réseau viaire de la ville, le tracé des voies perpendiculaires, decumanus, longeant le forum a disparu au Moyen-Âge.
Son implantation au sommet de la montagne Sainte-Geneviève permettait un étagement successif du cryptoportique, galerie souterraine en bas près du cardo du boulevard Saint-Michel, la place au milieu, la basilique et le portique supérieur le long de la rue Saint-Jacques.

## La fondation
La découverte des fondations d’un petit temple circulaire et de maisons alignées sur le cardo du boulevard Saint-Michel atteste que le forum aurait été fondé sur un espace antérieurement occupé. Une monnaie de Vespasien découverte lors des fouilles et des graffitis sur les fondations, permettent de dater sa création autour de 69 à 79 après J-C.
D’après les éléments de l’assise des fondations, du mur d’enceinte, des morceaux de colonnes et de corniches utilisés en remploi pour des constructions dans l’île de la Cité sous le Bas-Empire, les pierres du forum provenaient des carrières de Saint-Maximin et de Saint-Leu-d'Esserent dans l’Oise au sud de Creil et auraient été transportées par voie fluviale à une date où les carrières plus proches de la vallée de la Bièvre n’étaient pas dimensionnées pour approvisionner un chantier de cette importance.
Le forum date de la fondation de la ville gallo-romaine au plan en damier orthonormé et fait partie des premiers grands monuments de la cité, avec les thermes du Collège de France (à l'emplacement de l'actuelle place Marcelin-Berthelot, dont il ne reste aucun vestige visible) contemporain et peut-être des Arènes, avant la construction des thermes de Cluny à la fin du IIe siècle à l'apogée de la ville romaine.

## Fonctions
La grande place intérieure était entourée d’une galerie de portiques à colonnades sous laquelle étaient installées des boutiques adossées au mur de clôture. Ces boutiques d’une dimension uniforme de 4,64 mètres en façade et de 5,75 mètres en profondeur, à l’exception des deux boutiques d’angle plus petites, comportaient probablement un étage et une cave. Cette place était certainement un espace très animé au centre de la cité. La galerie était surmontée d’une toiture de tuiles. Un caniveau côté rue recevait les eaux des toitures.
Une galerie souterraine, le cryptoportique, était établie à l’ouest où le terrain naturel est plus bas
Le temple à l’ouest de la place était dédié au culte impérial.
Une basilique s’élevait dans la partie est (le long du cardo de la rue Saint-Jacques), qui était l’espace administratif et juridique où se réunissaient les décurions formant la curie et où les juges exerçaient leur fonction. C’était également le lieu du recensement, de la gestion des finances, de l’administration de la cité par les édiles, qui comportait sans doute des bureaux.
Les visiteurs entraient dans la basilique par deux portes sur les grands côtés, à partir des decumanus, la porte du nord étant dans l’axe de l'actuelle rue Victor-Cousin.
Le forum possédait ses thermes au sud et comportait les latrines publiques, les plus importantes découvertes en Gaule (50 places).